# 大阪大学・大阪市立大学医学部入試問題密売事件
大阪大学・大阪市立大学医学部入試問題密売事件（おおさかだいがく・おおさかしりつだいがくにゅうしもんだいみつばいじけん）は、1971年に発覚した日本の大学不正入学・殺人事件。

## 概要

### 不正入学の手口
1960年代から1970年代の大阪大学医学部と大阪市立大学医学部の入学試験問題は大阪刑務所（堺市、現・堺区内）で印刷されていた。この刑務所で服役していた3人の受刑者は入試問題の盗難を企てる。この3人のうちの1人が出所した後に、残された2人が刑務所内の印刷工場で印刷された大阪大学医学部と大阪市立大学医学部の入試問題を盗み出し、この入試問題をバレーボールの中に入れ、刑務所での運動時間中に刑務所外に投げ出した。この手口を始めたのは1962年であったとされており、5年以上にわたって準備が進められ、最初に入試問題が持ち出されたのは、1968年1月だったと言われている。ただし、厳しい警備の中でバレーボールの中に入試問題を入れた状態で刑務所の外に投げ出すのは極めて困難であり、刑務官による内部からの協力を疑う見解もある。
2人目が出所してからも残された1人は同じ手口で入試問題を盗み続けた。この試験問題が持ち出された後に大阪市内のホテルで大学受験生を集めて入試前日まで勉強させ、受験生1人に付き1000万円程度の報酬を得ていた。

### 不正入学の発覚と処分
このようにして不正入学が行われていたが、3人の出所後に入試問題を盗み出す後継者を見付けられなかったことから裏口入学が上手くいかなくなり、全教科分の入試問題を盗み出せずに不合格者が出てしまったことから、取引相手からも恨まれるようになる。そして盗み出した3人のうちの1人（最初に出所した人物）が多くの儲けをとっていたことから、主犯の男が大阪市西区の車上で刺殺される事件が発生した。殺害容疑で逮捕されたのは、刑務所にいた3人の残る2人であった。この殺人事件から、入試問題が不正に持ち出されてこれを利用した受験生が入学している事実が明るみに出た。これが発覚して報道されたのは1971年3月6日のことである。
この事件での問題を抜き取った犯人の動機は金銭であり、仲介した人物の動機は自身の子息を医学部に入学させたいことからであった。仲介者は自身は1銭も受け取っておらずむしろ被害者であると主張していた。このことにより不正入学した者は大学を自主退学もしくは退学処分となった。実行犯に対しては実刑が下されている。

## 報道
- 「難関国立大の試験問題が3年も流出 厳重管理のはずが一体どこから…？」 『世界の何だコレ!?ミステリー』2024年7月17日放送[6]